# Alireza Gudarzi
Alireza Gudarzi (pers. علیرضا گودرزی;ur. 1985) – irański zapaśnik walczący w stylu wolnym. Zajął siódme miejsce na mistrzostwach świata w 2011. Drugi w Pucharze Świata w 2019 roku. 